# Dimerosporium excelsum
Dimerosporium excelsum är en svampart som beskrevs av Cooke 1886. Dimerosporium excelsum ingår i släktet Dimerosporium och familjen Asterinaceae.   Inga underarter finns listade i Catalogue of Life.